# Финско-эстонское военное сотрудничество (1930-е годы)
Финско-эстонское военное сотрудничество в 1931—1939 годах главным образом было направлено против СССР как потенциального противника обоих государств.
Долгое время считалось, что документы, касающиеся этой сферы, уничтожены после выхода Финляндии из Второй мировой войны. Однако финский историк Яри Лескинен обнаружил в рассекреченных фондах Государственного архива Эстонии новые документы, проливающие свет на секретные связи военных ведомств двух государств ().

## СССР как потенциальный противник

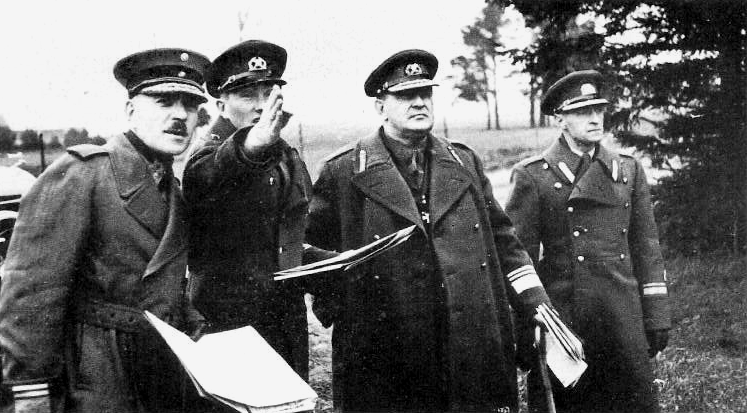
Учения эстонских и финских военных в 1938 году

Балтийские государства, соседствовавшие с СССР (Финляндия, Эстония, Швеция), считали СССР главным потенциальным агрессором в Прибалтике, исходя из предпосылки, что Россия никогда не откажется от своей империалистической политики, и не смирится с утратой Финляндии и прибалтийских территорий.
Примерно с 1925 года оборонительные оперативные планы финской армии по отношению к СССР сменились наступательными, разработанными под руководством начальника генерального штаба Курта Марти Валлениуса. Они предусматривали даже возможность наступления на Ленинград и главную военно-морскую базу Балтийского флота Кронштадт.
В середине 1920-х высший военный руководитель Финляндии Аарне Сихво предложил Латвии участвовать в разработке совместных планов взаимодействия подводных сил для блокирования советского Балтийского флота на выходе из Финского залива, однако это предложение не было принято.
В то же время финскому генштабу в 1920-е — 1930-е годы удалось установить тесные связи с генеральными штабами Швеции и Эстонии. Военное руководство Швеции было в тот период заинтересовано в организации обороны с востока от возможной агрессии Советского Союза с помощью Финляндии и Эстонии — а Финляндия, в свою очередь, рассчитывала на военную помощь со стороны шведов. В частности, для обеспечения этого предлагалось организовать блокирование Финского залива силами и средствами Финляндии и Эстонии, что позволило бы Швеции беспрепятственно перебрасывать войска в Финляндию через Ботнический залив и одновременно обеспечило бы безопасность Аландских островов.

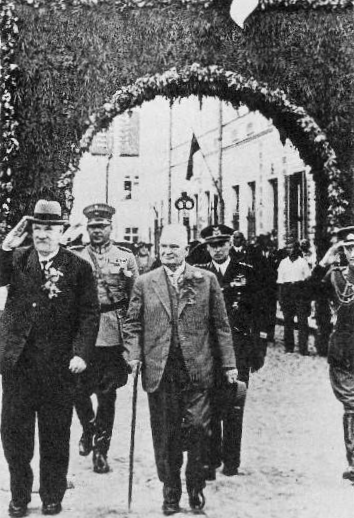
Президент Финляндии Пер Эвинд Свинхувуд (слева) и президент Эстонии Константин Пятс (в центре) в городе Нарва в 1936 году.

В начале 1930-х гг. руководство Финляндии и Эстонии санкционировало совместную разработку оперативных планов военными ведомствами этих стран с целью более тесного взаимодействия. В оперативном плане финского генштаба 1930 года, в частности, указывалось: «…Как военно-политическая, так и стратегическая обстановка требует совместных действий с соседними странами. Любое ухудшение ситуации повлекло бы ухудшение стратегического положения Финляндии… Мы должны попытаться вести военные операции таким образом, чтобы смягчить обстановку к югу от Финского залива. Задачей Финляндии является оказание помощи Эстонии и Латвии посредством сковывания возможно больших сил русских…».
Косвенная помощь Эстонии имела целью недопущение советской оккупации эстонской территории и последующего размещения здесь советских военных баз, что позволило бы СССР контролировать морские коммуникации, обеспечить выход Балтийского флота в открытое море и в случае войны наносить удары по промышленным и населенным центрам континентальной части Финляндии и, возможно, захватить Аландские острова.
В 1931 году идеи генерального штаба дополнил и развил председатель Совета обороны Финляндии генерал Карл Густав Маннергейм. В двух своих докладных записках, рассуждая о возможности одновременного нападения СССР на Финляндию, Эстонию и Латвию, Маннергейм предлагал не ограничиваться объединением военных усилий трёх стран, но также стремиться к получению военной помощи других стран через Лигу Наций. По его мнению, организация наступательных действий в направлении Ленинграда была бы крайне сложным, но возможным предприятием, особенно в зимний период. При этом предлагалось организовать одновременное наступление из Финляндии и Северной Польши, что заперло бы Балтийский флот в верховьях Финского залива.

## Секретные планы потенциальных союзников
С приходом к командованию вооружёнными силами Эстонии генерала Йохана Лайдонера секретное финско-эстонское военное сотрудничество, направленное против агрессии Советского Союза, получило дополнительный импульс. Главной целью мероприятий было обеспечение возможности блокирования Балтийского флота, причём и в том случае, если нападению подвергнется только одна из стран. С этой целью была размещена батарея береговой артиллерии крупного калибра на о. Макилуото в районе полуострова Порккала (Финляндия), что позволяло совместно с артиллерией береговых укреплений Таллина перекрыть весь Финский залив.
Секретные учения по отработке взаимодействия береговых артиллерийских батарей проводились ежегодно. На учениях отрабатывались приёмы создания артиллерийского барьера и координация работы систем связи. Наиболее важным их элементом являлся защищённый телефонный кабель, соединявший финские и эстонские батареи и проложенный по дну залива на большой глубине. Его предполагалось использовать для обмена развединформацией даже в том случае, если бы в состоянии войны с Советским Союзом находилась лишь одна из сторон, а другая официально соблюдала нейтралитет.

## Взаимодействие в ходе советско-финской войны
Открытое сотрудничество между Финляндией и Эстонией было прекращено в 1939 году, однако обмен информацией разведывательного характера продолжался во время советско-финской войны.